# نظام الأحوال الشخصية (السعودية)
نظام الأحوال الشخصية هو نظام حقوقي أقره مجلس الوزراء في 8 مارس 2022، وهو أحد أربعة مشاريع أعلن عنها ولي العهد الأمير محمد بن سلمان في 8 فبراير 2021، لتطوير الأنظمة التشريعية المتخصصة ضمن مجموعة من الإصلاحات العدلية والقضائية في المملكة العربية السعودية. وتشمل هذه الأنظمة أيضا: نظام الإثبات، ومشروع نظام المعاملات المدنية، ومشروع النظام الجزائي للعقوبات التعزيرية.

## الأهداف
يهدف نظام الأحوال الشخصية للحفاظ على الأسرة واستقرارها باعتبارها المكون الأساسي للمجتمع، كما يعمل على تحسين وضع الأسرة والطفل، وضبط السلطة التقديرية للقاضي للحد من تباين الأحكام القضائية في هذا الشأن.
وأوضح ولي العهد الأمير محمد بن سلمان في تصريح له بمناسبة موافقة مجلس الوزراء على نظام الأحوال الشخصية أن النظام قد استمد من أحكام الشريعة الإسلامية ومقاصدها، وروعي في إعداده أحدث التوجهات القانونية والممارسات القضائية الدولية الحديثة، ومواكبة مستجدات الواقع ومتغيراته، وأنه جاء شاملاً في معالجة جميع المشكلات التي كانت تعاني منها الأسرة والمرأة، ومنظماً لمسائل الأحوال الشخصية تنظيماً دقيقاً بكافة تفاصيلها.

## أهم البنود
يتضمن النظام أحكام الخطبة والزواج والمهر وحقوق الزوجين والنفقات والفرقة بين الزوجين والنسب وحضانة الأولاد وأيضا الوصية والإرث والولاية والوصاية.
كما يتضمن تحديد السن الأدنى للزواج بـ18 عاما، والتأكيد على حق المرأة في نفقة زوجها بغض النظر عن حالتها المادية، إلى جانب إعمال الطرق الحديثة فيما يتعلق بإثبات النسب، ومراعاة الحفاظ على كيان مصلحة الأسرة في احتساب عدد الطلقات.
وتضمن النظام أيضا الإلزام بتوثيق الوقائع المتعلقة بالأحوال الشخصية ومنها الطلاق والرجعة، وحفظ حقوق الأولاد كالحضانة ومنع المساومة بشيء منها بين الزوجين عند الفراق، فضلا عن إثبات حق المرأة في فسخ عقد الزواج بإرادة منفردة في عدد من الأحوال. كما تضمن إلزام الزوج بتعويض الزوجة تعويضا عادلا عند عدم توثيقه وقائع الأحوال الشخصية في حالات محددة في النظام، وتمكين المرأة من توثيق الطلاق والمراجعة حتى مع عدم موافقة الزوج، ومراعاة مصلحة المحضون في المقام الأول أثناء تقرير أحكام الحضانة.